# Collegio plurinominale Molise - 01 (Camera dei deputati)
Il collegio elettorale plurinominale Molise - 01 è un collegio elettorale plurinominale della Repubblica Italiana per l'elezione della Camera.

## Territorio
Come previsto dalla legge elettorale italiana del 2017, il collegio è stato definito tramite decreto legislativo all'interno della circoscrizione Molise.
Il collegio corrisponde all'intera regione Molise e comprendeva i due collegi uninominali del 2017 Molise - 01 (Isernia) e Molise - 02 (Campobasso). 
Dal 2020 coincide con il territorio dell'unico collegio uninominale della regione.

## XVIII legislatura

### Risultati elettorali
| Liste          | Liste                                     | Proporzionale | Proporzionale | Proporzionale | Maggioritario | Maggioritario | Maggioritario |  |
| Liste          | Liste                                     | Voti          | %             | Seggi         | Voti          | %             | Seggi         |  |
| -------------- | ----------------------------------------- | ------------- | ------------- | ------------- | ------------- | ------------- | ------------- |  |
|                | Movimento 5 Stelle                        | 78 099        | 44,79         | –             | 78 099        | 44,79         | 2             |  |
|                | Forza Italia                              | 28 147        | 16,14         | –             | 51 982        | 29,81         | –             |  |
|                | Lega                                      | 15 107        | 8,66          | –             | 51 982        | 29,81         | –             |  |
|                | Fratelli d'Italia                         | 5 390         | 3,09          | –             | 51 982        | 29,81         | –             |  |
|                | Noi con l'Italia – UDC                    | 3 338         | 1,91          | –             | 51 982        | 29,81         | –             |  |
|                | Partito Democratico                       | 26 616        | 15,27         | –             | 31 631        | 18,14         | –             |  |
|                | Civica Popolare                           | 2 196         | 1,26          | –             | 31 631        | 18,14         | –             |  |
|                | +Europa                                   | 1 958         | 1,12          | –             | 31 631        | 18,14         | –             |  |
|                | Italia Europa Insieme                     | 861           | 0,49          | –             | 31 631        | 18,14         | –             |  |
|                | Liberi e Uguali                           | 6 494         | 3,72          | 1             | 6 494         | 3,72          | –             |  |
|                | Potere al Popolo!                         | 1 927         | 1,11          | –             | 1 927         | 1,11          | –             |  |
|                | CasaPound                                 | 1 450         | 0,83          | –             | 1 450         | 0,83          | –             |  |
|                | Partito Comunista                         | 1 042         | 0,60          | –             | 1 042         | 0,60          | –             |  |
|                | Partito Valore Umano                      | 757           | 0,43          | –             | 757           | 0,43          | –             |  |
|                | Italia agli Italiani (FN - MSFT)          | 628           | 0,36          | –             | 628           | 0,36          | –             |  |
|                | Blocco Nazionale per le Libertà (DC - IR) | 241           | 0,14          | –             | 241           | 0,14          | –             |  |
|                | Partito Repubblicano Italiano – ALA       | 99            | 0,06          | –             | 99            | 0,06          | –             |  |
| Totale         | Totale                                    | 174 350       | 100           | 1             | 174 350       | 100           | 2             |  |
|                |                                           |               |               |               |               |               |               |  |
| Schede bianche | Schede bianche                            | 3 245         | 1,78          |               |               |               |               |  |
| Schede nulle   | Schede nulle                              | 4 411         | 2,42          |               |               |               |               |  |
| Votanti        | Votanti                                   | 182 006       | 71,19         |               |               |               |               |  |
| Elettori       | Elettori                                  | 255 677       |               |               |               |               |               |  |

### Eletti

#### Eletti nei collegi uninominali
Eletti nel Movimento 5 Stelle
| Collegio uninominale | Eletto | Eletto               | Partito |
| -------------------- | ------ | -------------------- | ------- |
| 1. Isernia           |        | Rosa Alba Testamento | M5S     |
| 2. Campobasso        |        | Antonio Federico     | M5S     |

1. ↑  In data 19.02.2021 aderisce al gruppo misto, non iscritti; in data 23.02.2021 alla componente «Alternativa»; in data 27.06.2022 torna nei non iscritti.

#### Eletti nella quota proporzionale
| Liberi e Uguali       |
| --------------------- |
|                       |
| Giuseppina Occhionero |

1. ↑  In data 25.10.2019 aderisce al gruppo Italia Viva - Italia C'è.

## XIX legislatura

### Risultati elettorali
|                               | Fratelli d'Italia                                       | 27 818  | 21,52 | 1 | 55 467  | 42,90 | 1 |  |  |
|                               | Forza Italia                                            | 14 777  | 11,43 | – | 55 467  | 42,90 | 1 |  |  |
|                               | Lega per Salvini Premier                                | 10 792  | 8,35  | – | 55 467  | 42,90 | 1 |  |  |
|                               | Noi Moderati                                            | 2 080   | 1,61  | – | 55 467  | 42,90 | 1 |  |  |
|                               | Movimento 5 Stelle                                      | 31 265  | 24,18 | – | 31 265  | 24,18 | – |  |  |
|                               | Partito Democratico - Italia Democratica e Progressista | 23 447  | 18,13 | – | 30 190  | 23,35 | – |  |  |
|                               | Alleanza Verdi e Sinistra                               | 3 777   | 2,92  | – | 30 190  | 23,35 | – |  |  |
|                               | +Europa                                                 | 2 059   | 1,59  | – | 30 190  | 23,35 | – |  |  |
|                               | Impegno Civico – Centro Democratico                     | 907     | 0,70  | – | 30 190  | 23,35 | – |  |  |
|                               | Azione - Italia Viva                                    | 6 247   | 4,83  | – | 6 247   | 4,83  | – |  |  |
|                               | Unione Popolare                                         | 2 483   | 1,92  | – | 2 483   | 1,92  | – |  |  |
|                               | Italia Sovrana e Popolare                               | 2 127   | 1,65  | – | 2 127   | 1,65  | – |  |  |
|                               | Noi di Centro – Europeisti                              | 1 516   | 1,17  | – | 1 516   | 1,17  | – |  |  |
| Totale                        | Totale                                                  | 129 295 | 100   | 1 | 129 295 | 100   | 1 |  |  |
|                               |                                                         |         |       |   |         |       |   |  |  |
| Schede bianche                | Schede bianche                                          | 3 410   | 2,47  |   |         |       |   |  |  |
| Schede nulle                  | Schede nulle                                            | 5 382   | 3,90  |   |         |       |   |  |  |
| Votanti                       | Votanti                                                 | 138 087 | 56,62 |   |         |       |   |  |  |
| Elettori                      | Elettori                                                | 243 884 |       |   |         |       |   |  |  |
|                               |                                                         |         |       |   |         |       |   |  |  |
| Data: 25 settembre 2022       |                                                         |         |       |   |         |       |   |  |  |
| Fonte: Ministero dell'interno |                                                         |         |       |   |         |       |   |  |  |

### Eletti

#### Eletti nei collegi uninominali
Eletti nella coalizione di centro-destra (FdI - Lega - FI - NM)
| Collegio uninominale | Eletto | Eletto       | Partito          |
| -------------------- | ------ | ------------ | ---------------- |
| 1. Campobasso        |        | Lorenzo Cesa | Unione di Centro |

#### Eletti nella quota proporzionale
| Fratelli d'Italia                 |
| --------------------------------- |
|                                   |
| Elisabetta Christiana Lancellotta |